# Please Mr. Lostman
『Please Mr.Lostman』（プリーズ・ミスター・ロストマン）はロックバンド、the pillowsの5枚目のアルバム。

## 概要
アルバムのタイトルはマーヴェレッツの代表曲、「プリーズ・ミスター・ポストマン」のもじり。
売り上げ不振やリーダー脱退など、数々のスランプを抱えた末、音楽的な模索期間を続けていたthe pillowsであったが、この作品から現在のthe pillowsのスタイルを確立させ、模索期間の突破口となった。ジャズやボサノヴァなど様々なテイストを取り入れた前作とは打って変わって、全面においてギター・ベース・ドラムスなどロックのスタンダードである楽器のみに拘り、比較的ロック色の強い作風に仕上げたこの作品は、売り上げ的には前作までとあまり変わらない結果ではあったが、バンドの方向性において前作までのスランプを一気に解消させ、この作品からしばらくの間the pillowsの路線はほぼ統一されていた。後に発表されるベスト・アルバム『Fool on the planet』では、このアルバムから3曲が収録された。初回盤のみスリーブケースが付いている。

## 収録曲
作詞･作曲：山中さわお（全曲）
1. STALKER
2. TRIP DANCER
3. Moon is mine
4. ICE PICK
5. 彼女は今日，
6. ストレンジ カメレオン -ORIGINAL STORY-
7. Swanky Street
  - 記載はないがアルバムバージョンであり、再録がなされている。
8. SUICIDE DIVING
9. GIRLS DON'T CRY
10. Please Mr.Lostman

## 演奏
- 鹿島達也：Bass
- 近藤和明：Hammond, Piano (#2.8)